# المخوزق (رواية)
المُخوزِق هي رواية رعب تاريخية من تأليف أشرف فقيه. صدرت أولاً رقمياً عبر تطبيق سيبويه-الجليس الرقمي، في سبتمبر 2012م، ثم في طبعة ورقية عن دار أثر ظهرت لأول مرة في معرض الشارقة الدولي للكتاب 2012.

## ملخص الحبكة
تبحث الرواية في الأصول الشرقية لأسطورة (دراكولا)، وتبني على الأحداث الحقيقية للصراع الذي دار خلال القرن الخامس عشر الميلادي بين سلاطين الدولة العثمانية والأمير الروماني ڤلاد الثالث والذي عُرف لاحقاً بـ (دراكولا).
تدور أحداث الرواية حدود العام 885 هـ/1480م، لتحكي مغامرة بطل اسمه أورهان، كلّفه السلطان العثماني محمد الفاتح بالسفر إلى ولاية الأفلاق (في رومانيا الحالية) للتحقق من الخرافة القائلة بعودة عدوّه القديم: الكونت ڤلاد دراكولا، الشهير بالمُخوزِق، من عالم الآخرة على هيئة روح شيطانية تقتات على البشر فتحولهم إلى مسوخ لا هي بالميتة ولا بالحيّة.
يخوض البطل حينئذٍ غمار رحلة تأخذه من إسطنبول عاصمة السلطنة إلى إقليم ترانسلڤانيا، مواجهاً خلالها أحداثاً مرعبة ولتتكشف له أسرار تغيّر نظرته للحياة.

## خلفية الرواية
تمثل المخوزق التجربة الأولى لمؤلفها في تناول الفانتازيا التاريخية، وهو المعروف بكتاباته في الخيال العلمي.
تنبني الرواية على استحضار التاريخ الحقيقي لغرض إعادة تقديم أسطورة دراكولا التي خلدّتها أعمال الأدب والسينما الغربية، لكن بطابع شرقي هذه المرة يكشف الخلفية العثمانية للقصة ككل، ولرمزها الذي اكتسب شهرته الأسطورية في الأساس كمحارب شرس للعثمانيين قاومهم بوحشية كرّست سمعته في الذاكرة البلقانية، واستلهم الأيرلندي برام ستوكر مادة روايته الأشهر: دراكولا منها بعد 400 عام.

## الثيمات الأدبية
تستكشف رواية المخوزِق ثيمات الرعب، الخيال التاريخي، والحبكة البوليسية. وكما صرّح مؤلفها فالرواية «تقدم نسخة شرقية لعوالم شرلوك هولمز، والماركيز دو ساد، ومغامرات ڤان هيلسينگ».
أما فلسفياً، فتُسائل الرواية تعاريف الحقيقة المطلقة، وتناقش مفاهيم «الخير» و«الشرّ» كقيم بشرية نسبية.

## تفاعل القرّاء
نالت المخوزق تقدير العديد من القرّاء والمهتمين ممن عبّروا عن إعجابهم بالكيفية التي تم تناول المادة التاريخية عبرها، وببنيتها التصويرية التي تصيّر مخيّلة القارئ «أشبه ما تكون بشاشة عرض سينمائية». فيما ذهب آخرون لاعتبارها تمثل «علامة فارقة في الرواية السعودية».
من جهة أخرى، عاب الكثيرون على الرواية اهتمامها بالجانب التاريخي وبتصوير الأحداث على حساب العمق السردي، واصفينها بالضعف اللغوي، ومكتفين باعتبارها «محاولة تستحق الإشادة». في حين رأى البعض أن المؤلف اختار ألا «يورط نفسه في مغامرة المبنى الروائي أو تقنيات السرد» مكتفياً بحداثة الفكرة محور الأحداث.

## وصلات خارجية
- مدوّنة أشرف فقيه
- رواية المخوزق من مكتبة النيل والفرات
- النسخة الرقمية من رواية المخوزق عبر تطبيق سيبويه
- صفحة تقييمات المخوزق على موقع Goodreads
- رواية المخوزق من عالم بي دي اف